# Roger Deweer
Roger Deweer, né le 25 février 1932 à Anzegem et mort le 25 décembre 2017 à Waregem, est un athlète belge, qui était spécialisé dans le 3000 m steeplechase. Il a participé aux championnats d'Europe et a conquis trois titres belges en 1953, 1954 et 1955.